# Michael Oppenheimer
Michael Oppenheimer (New York, 28 febbraio 1946) è un chimico, astrofisico e climatologo statunitense, professore di Scienze della Terra all'Università di Princeton.
È conosciuto per i suoi studi nel campo delle scienze ambientali, in particolare del cambiamento climatico e dei suoi impatti. Ha fatto parte di numerosi comitati scientifici statunitensi e del Gruppo intergovernativo sul cambiamento climatico. 

## Biografia
Oppenheimer ha studiato inizialmente al Massachusetts Institute of Technology (MIT) dove ha conseguito il Bachelor of Science in chimica nel 1966. Ha poi proseguito gli studi all'Università di Chicago, dove ha conseguito il Ph.D in chimica fisica nel 1970. Dal 1971 al 1973 ha svolto ricerche di post-dottorato all'Harvard College Observatory. Dal 1973 ha lavorato come astrofisico all'Harvard-Smithsonian Center for Astrophysics e come lettore di astronomia all'Università di Harvard. Dal 1981 ha lavorato a New York come fisico per l'Enviromental Defense Fund, un'organizzazione non governativa ambientalista. Nel 2002 è stato nominato professore di Scienze della Terra e Affari Internazionali al Dipartimento di Scienze della Terra dell'Università di Princeton. Nell’ambito della stessa università, Oppenheimer è stato nominato anche professore di Scienze della Terra all'High Meadows Environmental Institute, direttore del Center for Policy Research on Energy and the Environment (C-PREE) della Princeton School of Public and International Affairs e professore associato di Scienze dell'Atmosfera e dell'Oceano nel Princeton Institute for International and Regional Studies.
Oppenheimer ha fatto parte del Gruppo intergovernativo sul cambiamento climatico (IPCC) e di diversi comitati scientifici dell'Accademia nazionale delle scienze degli USA, tra cui il Comitato consultivo sulle piogge acide e il Gruppo di studio sugli effetti dell'aviazione sull'atmosfera. È membro dell'American Association for the Advancement of Science, dell'American Physical Society, dell'American Geophysical Union e dell'American Meteorological Society. È autore o coautore di due libri e di più di 120 articoli scientifici e ha ricevuto diversi premi e riconoscimenti per le sue attività. Oppenheimer è sposato e ha due figli.

## Ricerche e impegno nel campo ambientale
Dal 1982 le ricerche di Oppenheimer si sono concentrate sull'inquinamento atmosferico, sul cambiamento climatico, sui rischi e gli impatti che il cambiamento climatico comporta, sull’adattamento e le risposte umane al cambiamento climatico. Ha studiato gli effetti dell'aumento dei gas serra e gli effetti del riscaldamento globale sulle calotte di ghiaccio, il livello del mare e le migrazioni umane. Alla fine degli anni ottanta, Oppenheimer ha organizzato con un gruppo di scienziati due seminari scientifici con il patrocinio dell'ONU, che hanno contribuito ad accelerare i negoziati per la firma della Convenzione quadro delle Nazioni Unite sui cambiamenti climatici. Nel 1989 Oppenheimer ha fondato il Climate Action Network. Oppenheimer ha svolto un ruolo significativo all'interno dell'IPCC fin dalla sua fondazione in qualità di collaboratore o autore principale dei rapporti dell'organizzazione. Negli Stati Uniti, il suo lavoro sulle piogge acide ha contribuito alla promulgazione nel 1990 del Clean Air Act, con l’obiettivo di ridurre le emissioni degli inquinanti identificati come le cause principali delle piogge acide. Oppenheimer ha testimoniato davanti alle commissioni del Congresso degli Stati Uniti d'America e ha partecipato a numerosi programmi televisivi e radiofonici. 

## Pubblicazioni

### Libri
- Michael Oppeheimer and Robert H. Boyle, Dead Heat, Basic Books, 1990
- Michael Oppenheimer et al., Discerning Experts: The Practices of Scientific Assessment for Enviromental Policy, University of Chicago press, 2019

### Articoli principali
- Gornitz, Vivien; Oppenheimer, Michael; Kopp, Robert; Orton, Philip; Buchanan, Maya; Lin, Ning; Horton, Radley; Bader, Daniel (March 2019). New York City Panel on Climate Change 2019 Report Chapter 3: Sea Level Rise. Annals of the New York Academy of Sciences. 1439 (1): 71–94.
- Bamber, Jonathan L.; Oppenheimer, Michael; Kopp, Robert E.; Aspinall, Willy P.; Cooke, Roger M. (4 June 2019). Ice sheet contributions to future sea-level rise from structured expert judgment. Proceedings of the National Academy of Sciences. 116 (23): 11195–11200.
- Hsiang, Solomon; Kopp, Robert; Jina, Amir; Rising, James; Delgado, Michael; Mohan, Shashank; Rasmussen, D. J.; Muir-Wood, Robert; Wilson, Paul; Oppenheimer, Michael; Larsen, Kate; Houser, Trevor (30 June 2017). Estimating economic damage from climate change in the United States. Science. 356 (6345): 1362–1369.
- Kopp, Robert E.; DeConto, Robert M.; Bader, Daniel A.; Hay, Carling C.; Horton, Radley M.; Kulp, Scott; Oppenheimer, Michael; Pollard, David; Strauss, Benjamin H. (December 2017). Evolving Understanding of Antarctic Ice‐Sheet Physics and Ambiguity in Probabilistic Sea‐Level Projections. Earth's Future. 5 (12): 1217–1233.
- Buchanan, Maya K; Oppenheimer, Michael; Kopp, Robert E (1 June 2017). Amplification of flood frequencies with local sea level rise and emerging flood regimes. Environmental Research Letters. 12 (6): 064009.
- O'Neill, Brian C.; Oppenheimer, Michael; Warren, Rachel; Hallegatte, Stephane; Kopp, Robert E.; Pörtner, Hans O.; Scholes, Robert; Birkmann, Joern; Foden, Wendy; Licker, Rachel; Mach, Katharine J.; Marbaix, Phillippe; Mastrandrea, Michael D.; Price, Jeff; Takahashi, Kiyoshi; van Ypersele, Jean-Pascal; Yohe, Gary (January 2017). IPCC reasons for concern regarding climate change risks. Nature Climate Change. 7 (1): 28–37.
- Oppenheimer, Michael; Little, Christopher M.; Cooke, Roger M. (May 2016). Expert judgement and uncertainty quantification for climate change. Nature Climate Change. 6 (5): 445–451.
- Kopp RE, et al. (2014). Probabilistic 21st and 22nd century sea-level projections at a global network of tide gauge sites. Earth's Future. 2 (8): 383–406.
- Bohra-Mishra, Pratikshya; Oppenheimer, Michael; Hsiang, Solomon M. (8 July 2014). Nonlinear permanent migration response to climatic variations but minimal response to disasters. Proceedings of the National Academy of Sciences. 111 (27): 9780–9785.
- Lloyd, Ian D.; Oppenheimer, Michael (May 2014). On the Design of an International Governance Framework for Geoengineering. Global Environmental Politics. 14 (2): 45–63.
- Little, Christopher M.; Urban, Nathan M.; Oppenheimer, Michael (26 February 2013). Probabilistic framework for assessing the ice sheet contribution to sea level change. Proceedings of the National Academy of Sciences. 110 (9): 3264–3269.
- Lin, Ning; Emanuel, Kerry; Oppenheimer, Michael; Vanmarcke, Erik (June 2012). Physically based assessment of hurricane surge threat under climate change. Nature Climate Change. 2 (6): 462–467.
- Feng A. Krueger (2010). Linkages among climate change, crop yields and Mexico–US cross-border migration. Proc Natl Acad Sci USA. 107 (32): 14257–14262.
- Kopp RE, et al. (2009). Probabilistic assessment of sea level during the Last Interglacial stage. Nature. 462 (7275): 863–7.
- Oppenheimer, Michael; Petsonk, Annie (December 2005). Article 2 of the UNFCCC: Historical Origins, Recent Interpretations. Climatic Change. 73 (3): 195–226.
- O'Neill, B. C.; Oppenheimer, Michael (14 June 2002). Dangerous Climate Impacts and the Kyoto Protocol. Science. 296 (5575): 1971–1972.
- Oppenheimer, Michael (1998). Global warming and the stability of the West Antarctic Ice Sheet. Nature. 393 (6683): 325–332.
- Fisher, Diane C.; Oppenheimer, Michael (May 1991). Atmospheric nitrogen deposition and the Chesapeake Bay estuary. Ambio. 20 (3/4): 102.
- Epstein CB, Oppenheimer M (1986). Empirical relation between sulphur dioxide emissions and acid deposition derived from monthly data. Nature. 323 (6085): 245–7.
- Oppenheimer, M. (February 1975). Gas phase chemistry in comets. The Astrophysical Journal. 196: 251.
- Oppenheimer M, Dalgarno A (1974). The Fractional Ionization in Dense Interstellar Clouds. Astrophysical Journal. 192 (1): 29–32.